# Geovanna Tominaga
Geovanna de Oliveira Tominaga (São José dos Campos, 12 de abril de 1980) é uma jornalista,  apresentadora, e escritora brasileira de ascendência japonesa. Casada com o advogado Eduardo Machado Duarte. Começou sua carreira na televisão aos 12 anos e esteve a frente de diversos programas na Tv Globo, como o extinto Tv Globinho e Video Show. Geovanna é autora de livro infantil Terra do Contrário e fundadora do Conversas Maternas, um projeto voltado para a educação e o desenvolvimento infantil. 
Se tornou conhecida em 1992 quando ingressou ao time das Angelicats – como eram conhecidas as assistentes de palco de Angélica – na Tv Manchete. Acompanhou a apresentadora pelo SBT e Rede Globo, permanecendo no posto até 1998. Na Rede Globo, atuou em Malhação - Múltipla Escolha, apresentou a TV Globinho por 7 anos e o Vídeo Show por 3 anos. Integrou a equipe de jornalismo Mais Você como repórter. Ainda na Globo, apresentou o "Boletim Hipertensão" e comandou o reality "Bebê Mais Você". Em 2014, a jornalista passa a investir em projetos independentes como a série documental "Mercados", que foi ao ar pela TV Brasil. Comandou o reality internacional "Como Cheguei Aqui"(BYUTv Internacional) no ar para toda América Latina.
Ao lado do advogado Eduardo Duarte(marido), a jornalista lançou a web série de viagens "Dois a Bordo", percorrendo diversos destinos pela América do Sul. Em 2016, ela cria a Celebrando Amor, empresa especializada em realização de cerimônias de casamento.
Depois do nascimento de seu filho Gabriel, Geovanna passa a se dedicar a temática da infância e desenvolvimento infantil com o atual projeto Conversas Maternas. Geovanna assina a coluna "Mãe em Looping" na revista Pais & Filhos.

## Carreira

### 1992–99: Carreira como Angelicat
Em 1992, aos doze anos, passou nos testes para ser Angelicat, assistente de palco da apresentadora Angélica no programa Clube da Criança, da extinta Rede Manchete. Em 1993, retornou ao grupo uma semana depois da estreia do programa Casa da Angélica no SBT. Em 1996, acompanhou Angélica em sua transferência para a Rede Globo e atuou como Angelicat no programa Angel Mix até 1998, quando no mesmo ano saiu do grupo porém, continuou no programa Angel Mix e passou a integrar o corpo de baile da nova fase do programa denominada Angel Mix Banda, onde permaneceu como bailarina até a extinção do Angel Mix Games em 1999. ainda em 1999, fez sua estreia como atriz no elenco de apoio da sexta temporada do seriado teen Malhação, e depois fez participações especiais na novela Sabor da Paixão e no seriado Os Normais.

### 2002–15:TV Globinho,Vídeo ShoweMais Você
Em janeiro de 2002, passou a integrar o time de apresentadoras da TV Globinho ao lado de Élida Muniz, Sthefany Brito, Ana Carolina Dias, Graziella Schmitt e Fernanda de Freitas, no qual cada dia era comandado por uma, sendo que Geovanna era responsável pelas quartas-feiras, e além de chamar as animações, era também responsável por ler os e-mails do público e ensinar origamis. A partir de 2005, passou a apresentar o programa sozinha, assumindo os seis dias da semana. Em 2008, apresentou o especial natalino do programa, em plena noite de véspera de Natal. No início de 2009, deixou o comando para apresentar o Video Show ao Vivo.
Naquela época, se mudou para São José dos Campos, sua cidade natal, para comandar o programa Vanguarda Mix ao lado de Tiago Leifert na afiliada da Globo na cidade, a TV Vanguarda. Em 13 de abril de 2009, no entanto, retornou à capital carioca para se tornar repórter do Vídeo Show. Dois meses depois, passou a dividir o comando do programa em sua nova fase com Luigi Baricelli, André Marques, Ana Furtado e Fiorella Mattheis, permanecendo no cargo até 2012. Naquela época, passou por uma situação delicada ao ter seu microfone arrancado das mãos pela atriz Susana Vieira, a quem entrevistava e que alegou que "não ter paciência para quem estava começando", dizendo que também não lhe ensinaria seu próprio trabalho. Entre 2010 e 2011, também alternou seu tempo como repórter do reality show Hipertensão. No mesmo ano, se tornou repórter do matutino Mais Você, ficando no programa por 3 anos.

### 2016–presente: Outros projetos
Em 2016, apresentou o reality show Como Cheguei Aqui?, no webcanal internacional BYUtv, pertencente à Universidade Brigham Young e que estava inaugurando a programação latina. Na época, também fundou a empresa Celebrando Amor, especializada em realização de cerimônias de casamento personalizadas.
Em 2017, comandou a série Mercados, na TV Brasil, .
Em 2018, participou da terceira temporada do talent show de dança Dancing Brasil, da RecordTV, sendo a vencedora da terceira temporada,  junto de seu técnico Lucas Teodoro.
Em 2020 cria o Conversas Maternas, um portal de informação sobre maternidade, parentalidades e desenvolvimento infantil. 
Em 2024, dá início a sua carreira como escritora, lançando seu primeiro livro infantil Terra do Contrário. O evento aconteceu na livraria Argumento no Rio de Janeiro, editado pela editora Madrepérola. 

## Vida pessoal
Em 2008, iniciou a faculdade de jornalismo no antigo Centro Universitário da Cidade do Rio de Janeiro (UniverCidade). Em 2004, volta para sua cidade natal São José dos Campos para comandar o programa Vanguarda Mix na afiliada da Rede Globo na cidade, ao lado de Tiago Leifert. Em 2009, Geovanna volta de vez a capital carioca para apresentar o Video Show ao vivo. Em 2012, começa a namorar o advogado Eduardo Machado Duarte, com quem se casa em uma cerimônia civil e religiosa no Rio de Janeiro, no dia 7 de setembro de 2018. Em 27 de outubro de 2018, anunciou sua primeira gravidez. Revelou estar esperando um menino, a quem batizou de Gabriel. No dia 4 de junho de 2019, nasceu Gabriel, seu primeiro filho, no Rio de Janeiro.

## Filmografia

### Televisão
| Ano     | Título            | Cargo / Personagem                | Notas                         |
| ------- | ----------------- | --------------------------------- | ----------------------------- |
| 1992–93 | Clube da Criança  | Angelicat (Assistente de palco)   |                               |
| 1993–96 | Casa da Angélica  | Angelicat (Assistente de palco)   |                               |
| 1996–98 | Angel Mix         | Angelicat (Assistente de palco)   |                               |
| 1998–99 | Angel Mix         | Bailarina (Corpo de baile)        |                               |
| 1999    | Malhação          | Letícia Kurosawa                  | Elenco de apoio               |
| 2000    | Malhação          | Letícia Kurosawa                  | Elenco de apoio               |
| 2001    | Os Normais        | Bartender                         | Episódio: "Um Sábado Normal"  |
| 2002–09 | TV Globinho       | Apresentadora                     |                               |
| 2002    | Sabor da Paixão   | Célia                             | Episódio: "30 de setembro"    |
| 2003–09 | Vanguarda Mix     | Apresentadora                     |                               |
| 2007    | Malhação          | Ana Olívia                        | Episódios: "15–16 de janeiro" |
| 2009–12 | Vídeo Show        | Apresentadora                     |                               |
| 2010–11 | Hipertensão       | Repórter                          |                               |
| 2012    | Aquele Beijo      | Apresentadora do Concurso de Miss | Episódio: "24 de janeiro"     |
| 2012–14 | Mais Você         | Repórter                          |                               |
| 2015    | Totalmente Demais | Marisa                            | Episódio: "2 de dezembro"     |
| 2017    | Mercados          | Apresentadora                     |                               |
| 2017    | Sol Nascente      | Nobuko                            | Episódio: "16 de fevereiro"   |
| 2017    | Pega Pega         | Yumi                              | Episódio: "9 de novembro"     |
| 2018    | Dancing Brasil    | Participante - Vencedora          | Temporada 3                   |

## Internet
| Ano       | Título                               | Cargo         |
| --------- | ------------------------------------ | ------------- |
| 2014–17   | Dois a Bordo                         | Apresentadora |
| 2016      | Como Cheguei Aqui?                   | Apresentadora |
| 2017      | Pega Pega: A Beleza de Cada História | Yummi         |
| 2023 - 24 | Kazamigaz                            | Ela Mesma     |
| 2020      | Conversas Maternas                   | Editora       |

## Teatro
| Ano  | Título             | Personagem |
| ---- | ------------------ | ---------- |
| 2005 | A Dança dos Signos | Selma      |
| 2006 | Batendo a Real     | Carla      |
| 2008 | Namoro ou Amizade  | Vanessa    |

## Como escritora
| Ano  | Título             | Editora     | Gênero         |
| ---- | ------------------ | ----------- | -------------- |
| 2024 | Terra do Contrário | Madrepérola | Livro infantil |